# عبد الوهاب المالود
عبد الوهاب عبد الرحمن هديب عيسى علي المالود (ولد في 7 يونيو 1990 في المحرق، البحرين) لاعب كرة قدم دولي بحريني يجيد اللعب في مركز الوسط المهاجم وبدرجة أقل الجناح الأيمن والجناح الأيسر. يلعب حاليا لصالح المحرق الذي ينافس في الدوري البحريني الممتاز منذ 2020.

## الإنجازات

### المحرق
- الدرجة الأولى (3): 2008، 2009، 2011
- كأس ملك البحرين (5): 2008، 2009، 2011، 2012، 2013
- كأس ولي العهد (2): 2008، 2009
- كأس الاتحاد الآسيوي (1): 2008
- كأس الاتحاد البحريني (1): 2009
- كأس الخليج للأندية (1): 2012

### الحد
- الدرجة الأولى (1): 2016
- كأس ملك البحرين (1): 2015

## روابط خارجية
- عبد الوهاب المالود على موقع إي إس بي إن إف سي (الإنجليزية)
- عبد الوهاب المالود على موقع قاعدة بيانات كرة القدم.إي يو (الإنجليزية)
- عبد الوهاب المالود على موقع ناشيونال فوتبول تيمز (الإنجليزية)
- عبد الوهاب المالود على موقع Soccerway.com (الإنجليزية)
- عبد الوهاب المالود على موقع عالم كرة القدم.نت (الإنجليزية)